# El Greco (Vangelis)
El Greco è il sedicesimo album in studio del musicista greco Vangelis, pubblicato nel 1998 dalla Eastwest Records per il mercato europeo e dalla Atlantic Records per quello americano.

## Descrizione
L'album è la trentacinquesima pubblicazione discografica ufficiale. Come intuibile dal titolo, l'album fu ispirato dal pittore e scultore Dominikos Theotokópoulos (Δομήνικος Θεοτοκόπουλος), meglio noto con lo pseudonimo di El Greco. L'immagine della copertina è un quadro dell'artista, intitolato Cavaliere con la mano sul petto. In seguito, proprio il musicista greco realizzerà nel 2007 la colonna sonora del film che ripercorre la vita del pittore.
L'album è un'espansione del disco Foros Timin Ston Greco, pubblicato nel 1995 in edizione limitata. Per questo, i brani sono stati ri-arrangiati e in questo album sono state aggiunte tre tracce inedite (corrispondenti ai Movement III, V e VII). Vangelis suona tutti gli strumenti ed è accompagnato da un coro diretto da Ivan Cassar. Lo stile dell'album è interamente classico (come precedentemente accaduto in Mask), benché gli strumenti siano tutti sintetici (i suoni udibili sono interamente eseguiti con sintetizzatori). Ospiti nell'album sono due cantanti: il soprano Montserrat Caballé ed il tenore Konstantinos Paliatsaras. L'album ha raggiunto la 66ª posizione in Francia e la 74ª in Germania.

## Tracce
1. Movement I – 10:04
2. Movement II – 5:18
3. Movement III – 6:48
4. Movement IV – 6:21
5. Movement V – 4:30
6. Movement VI – 7:52
7. Movement VII – 3:18
8. Movement VIII – 9:43
9. Movement IX – 12:00
10. Movement X (Epilogue) – 6:21